# 21 يونيو
- السبت
- الأحد
- الاثنين
- الثلاثاء
- الأربعاء
- الخميس
- الجمعة

- 314 ذو الحجة 1446  هـ
- 15 ذو الحجة 1446  هـ
- 26 ذو الحجة 1446  هـ
- 37 ذو الحجة 1446  هـ
- 48 ذو الحجة 1446  هـ
- 59 ذو الحجة 1446  هـ
- 610 ذو الحجة 1446  هـ
- 711 ذو الحجة 1446  هـ
- 812 ذو الحجة 1446  هـ
- 913 ذو الحجة 1446  هـ
- 1014 ذو الحجة 1446  هـ
- 1115 ذو الحجة 1446  هـ
- 1216 ذو الحجة 1446  هـ
- 1317 ذو الحجة 1446  هـ
- 1418 ذو الحجة 1446  هـ
- 1519 ذو الحجة 1446  هـ
- 1620 ذو الحجة 1446  هـ
- 1721 ذو الحجة 1446  هـ
- 1822 ذو الحجة 1446  هـ
- 1923 ذو الحجة 1446  هـ
- 2024 ذو الحجة 1446  هـ
- 2125 ذو الحجة 1446  هـ
- 2226 ذو الحجة 1446  هـ
- 2327 ذو الحجة 1446  هـ
- 2428 ذو الحجة 1446  هـ
- 2529 ذو الحجة 1446  هـ
- 261 محرم 1447  هـ
- 272 محرم 1447  هـ
- 283 محرم 1447  هـ
- 294 محرم 1447  هـ
- 305 محرم 1447  هـ
- 16 محرم 1447  هـ
- 27 محرم 1447  هـ
- 38 محرم 1447  هـ
- 49 محرم 1447  هـ

21 يونيو أو 21 حُزيران أو 21 يونيه أو يوم 21 \ 6 (اليوم الحادي والعشرون من الشهر السادس) هو اليوم الثاني والسبعون بعد المئة (172) من السنوات البسيطة، أو اليوم الثالث والسبعون بعد المئة (173) من السنوات الكبيسة وفقًا للتقويم الميلادي الغربي (الغريغوري). يبقى بعده 193 يوما لانتهاء السنة.

## أحداث
- 217 ق م - قوات قرطاجنة بقيادة حنبعل تنصب كمينا للجيش الروماني بقيادة جايوس فلامينيوس وتلحق به الهزيمة في معركة بحيرة تراسمانيا خلال الحرب البونيقية الثانية.
- 1318 - وقوع «معركة البيرة» في غرناطة بين النصارى القشتاليين والمسلمين، وكانت نتيجة المعركة انتصار المسلمين.
- 1582 ـ انتحار الداي-ميو الياباني أودا نوبوناغا في «معبد هونو جي» في كيوتو.
- 1621 ـ إعدام 27 من النبلاء التشيك في ساحة المدينة القديمة في براغ في أعقاب معركة الجبل الأبيض.
- 1749 ـ تأسيس مدينة «هاليفاكس» في مقاطعة نوفا سكوشا الكندية.
- 1788 - ولاية نيوهامشير تصادق على الدستور الأمريكي لتكون الولاية التاسعة التي تصادق عليه، وبذلك أصبح الدستور وثيقة قانونية حاكمة على الأراضي الأمريكية.
- 1824 - القوات المصرية تستولي على «جزيرة بسارا» اليونانية الواقعة في بحر إيجة إبان حرب الاستقلال اليونانية.
- 1898 - الولايات المتحدة تستولي على جزيرة غوام من إسبانيا بلا مقاومة تذكر من حامية الجزيرة.
- 1854 - منح صليب فيكتوريا للمرة الأولى، وذلك أثناء قصف «بومارزوند» في جزر أولند.
- 1940 - القوات الألمانية تسيطر على كامل الأراضي الفرنسية وذلك في الحرب العالمية الثانية.
- 1941 - سقوط دمشق بأيدي القوات البريطانية وقوات فرنسا الحرة، وخلال الأيام التالية بسط الحلفاء سيطرتهم على سوريا واستسلمت قوات حكومة فيشي الفرنسية بموجب هدنة عكا التي وقعت لاحقا في 12 تموز.
- 1942 - الجنرال إرفين رومل يهاجم القوات البريطانية في طبرق بليبيا، وانتهى هذا الهجوم بالانتصار عليهم، واستسلام أكثر من ثلاثين ألف جندي للقوات الألمانية.
- 1958 - إعلان الجمهورية في موريتانيا.
- 1963 - الحكومة الفرنسية تعلن عن سحبها لقواتها البحرية من أسطول حلف شمال الأطلسي.
- 1976 - قوات الردع العربية تبدأ بالوصول إلى لبنان بعد قرار جامعة الدول العربية إرسالها لوقف الإقتتال الدائر هناك.
- 1981 - مقتل الدكتور مصطفى تشمران فيزيائي وسياسي ومن مؤسسي حركة أمل اللبنانية وأول وزير دفاع إيراني بعد الثورة الإسلامية في الحرب العراقية الإيرانية.
- 2003 - الجيش الإسرائيلي يغتال القائد القسامي عبد الله القواسمي، المطلوب الأول للاحتلال الإسرائيلي آنذاك.
- 2004 - مركبة الفضاء سبيس شيب وان تهبط بسلام بعد قيامها بأول رحلة خاصة مأهولة إلى الفضاء الخارجي والتي وصلت إلى الطبقات العليا من الغلاف الجوي.
- 2005 - اغتيال جورج حاوي في تفجير سيارته في لبنان.
- 2009 - جرينلاند تحصل على الحكم الذاتي تحت التاج الدنماركي.
- 2011 - الجمعية العامة للأمم المتحدة تعيد انتخاب أمين عام الأمم المتحدة بان كي مون لولاية ثانية تبدأ في 1 يناير 2012.
- 2016 - محكمة القضاء الإداري المصريَّة تقضي بِبُطلان تنازل الحُكومة المصريَّة عن جزيرة تيران لِصالح المملكة العربيَّة السُعوديَّة الذي تمَّ في شهر أبريل الفائت.
- 2017 -
  - تدمير الجامع النوري مع منارته الحدباء التاريخية خلال معارك تحرير الموصل من سيطرة داعش.
  - الملك سلمان بن عبد العزيز آل سعود يعفي الأمير محمد بن نايف بن عبد العزيز آل سعود من منصب ولي العهد ومنصب نائب رئيس مجلس الوزراء ومنصب وزير الداخلية ويعلن محمد بن سلمان بن عبد العزيز آل سعود وليًا للعهد و رئيس مجلس الوزراء.
- 2020 - كسوف شمسي لوحظ في معظم أنحاء أفريقيا وآسيا، بالإضافة إلى أجزاء من جنوب شرق أوروبا.
- 2021 - فوز حزب العقد المدني الحاكم في أرمينيا برئاسة نيكول باشينيان بالأغلبية في الانتحابات المبكرة لجمعية أرمينيا الوطنية.

## مواليد
- 598 - ثيودور الأول.
- 1002 - ليون التاسع.
- 1528 - ماريا من النمسا.
- 1535 - ليونهارت راوولف، طبيب وعالم نبات ألماني.
- 1639 - إنكريس ميذر، مؤلف ووزير أمريكي.
- 1646 - ماريا فرانسيسكا من سافوي.
- 1730 - موتوري نوريناغا، باحث وشاعر ياباني.
- 1759 - الكسندر جاي دالاس، محامي وسياسي أمريكي ووزير الخزانة الأمريكي السادس.
- 1764 - سيدني سميث، أدميرال وسياسي أنجليزي.
- 1774 - دانيال تومبكينس، محامي وسياسي أمريكي ونائب رئيس الولايات المتحدة السادس.
- 1884 - كلود أوكنلك، عسكري إنجليزي.
- 1887 - محمد عزة دروزة، مفكر وكاتب ومناضل قومي عربي شامي.
- 1891 - بيير لويجي نيرفي، معماري إيطالي.
- 1892 - سليمان نجيب، ممثل مصري.
- 1905 - جان بول سارتر، كاتب فرنسي حاصل على جائزة نوبل في الأدب عام 1964 (رفضها).
- 1914 - ويليام فيكري، اقتصادي كندي حاصل على جائزة نوبل في العلوم الاقتصادية عام 1996.
- 1925 - جيوفاني سبادوليني، رئيس وزراء إيطالي.
- 1929 - عبد الحليم حافظ، مغني مصري.
- 1940 - فاروق فلوكس، ممثل مصري.
- 1947 - شيرين عبادي، محامية إيرانية وناشطة في حقوق الإنسان حاصلة على جائزة نوبل للسلام عام 2003.
- 1951 - جيم دوغلاس، سياسي أمريكي.
- 1953 - بينظير بوتو، رئيسة وزراء باكستان.
- 1954 - عبد الرحمن رشاد، رئيس الإذاعة المصرية .
- 1955 - ميشيل بلاتيني، لاعب كرة قدم فرنسي.
- 1959 - زهير رمضان، ممثل سوري.
- 1964 - محمد خير الجراح، ممثل سوري.
- 1967 - ينغلوك شيناواترا، رئيسة وزراء تايلاند.
- 1969 - جمعان الرويعي، ممثل ومخرج بحريني.
- 1970 - جبران باسيل، سياسي لبناني.
- 1972 - نرمين الفقي، ممثلة مصرية.
- 1973 - جوليت لويس، ممثلة أمريكية.
- 1978 - كريستيانو لوباتيلي، لاعب كرة قدم إيطالي.
- 1979 - كوستاس كاتسورانيس، لاعب كرة قدم يوناني.
- 1982 -
  - الأمير ويليام، دوق كامبريدج.
  - ريما الشيخ، ممثلة سورية.
- 1985 -
  - كريس ألن، مغني أمريكي.
  - لانا ديل راي، مغنية أمريكية.
- 1987 - سيباستيان برودل، لاعب كرة قدم نمساوي.

## وفيات
- 870 - أبو إسحاق محمد المهتدي بالله، خليفة عباسي
- 1037 - ابن سينا، عالم وشاعر وعالم فلك وطبيب وفيزيائي مسلم.
- 1208 - فيليب السوابي.
- 1305 - فينسيسلاوس الثاني ملك بوهيميا.
- 1377 - الملك إدوارد الثالث، ملك المملكة المتحدة.
- 1527 - نيكولو مكيافيلي، فيلسوف إيطالي.
- 1591 - لويجي غونزاغا، يسوعي إيطالي.
- 1874 - آندرز أنجستروم، عالم فيزياء سويدي.
- 1876 - أنطونيو لوبيز دي سانتا أنا، رئيس المكسيك الثامن.
- 1885 - محمد أحمد المهدي، زعيم سوداني.
- 1908 - نيكولاي ريمسكي كورساكوف، موسيقي روسي.
- 1914 - برتا فون سوتنر، ناشطة سلام نمساوية حاصلة على جائزة نوبل للسلام عام 1905.
- 1929 - محمد بن حسين الخليفة، 	فقيه ومدرس سعودي.
- 1932 - حافظ إبراهيم، شاعر مصري.
- 1957 - يوهانس شتارك، عالم فيزياء ألماني حاصل على جائزة نوبل في الفيزياء عام 1919.
- 1960 - أحمد الرمل، شاعر وخطيب ديني جعفري عراقي.
- 1967 - أمين سعيد، صحفي ومؤرخ سوري.
- 1970 - أحمد سوكارنو، رئيس إندونيسيا.
- 1981 - مصطفى تشمران فيزيائي وسياسي وأول وزير دفاع إيراني بعد الثورة الإسلامية ومن مؤسسي حركة أمل اللبنانية
- 1986 - عاصي الرحباني، موسيقي لبناني.
- 1988 - محمد بن عبد الله الملحم، فقيه وأستاذ جامعي وشاعر سعودي.
- 2001 - سعاد حسني، فنانة مصرية.
- 2003 - عبد الله القواسمي، مجاهد وقائد عسكري فلسطيني.
- 2005 - جورج حاوي، سياسي لبناني.
- 2012 - راماز شينغيليا، لاعب كرة قدم جورجي.
- 2020 - أحمد راضي، لاعب كرة قدم عراقي.
- 2022 -
  - باتريزيا كافالي، شاعرة إيطالية.
  - غريب عسقلاني، كاتب وروائي فلسطيني.

## أعياد ومناسبات
- اليوم الوطني في جرينلاند.
- الانقلاب الصيفي في نصف الكرة الأرضية الشمالي، والانقلاب الشتوي في نصف الكرة الجنوبي.

## وصلات خارجية
- وكالة الأنباء القطريَّة: حدث في مثل هذا اليوم.
- النيويورك تايمز: حدث في مثل هذا اليوم.
- BBC: حدث في مثل هذا اليوم.